# Adorazione dei pastori (Carlo Crivelli)

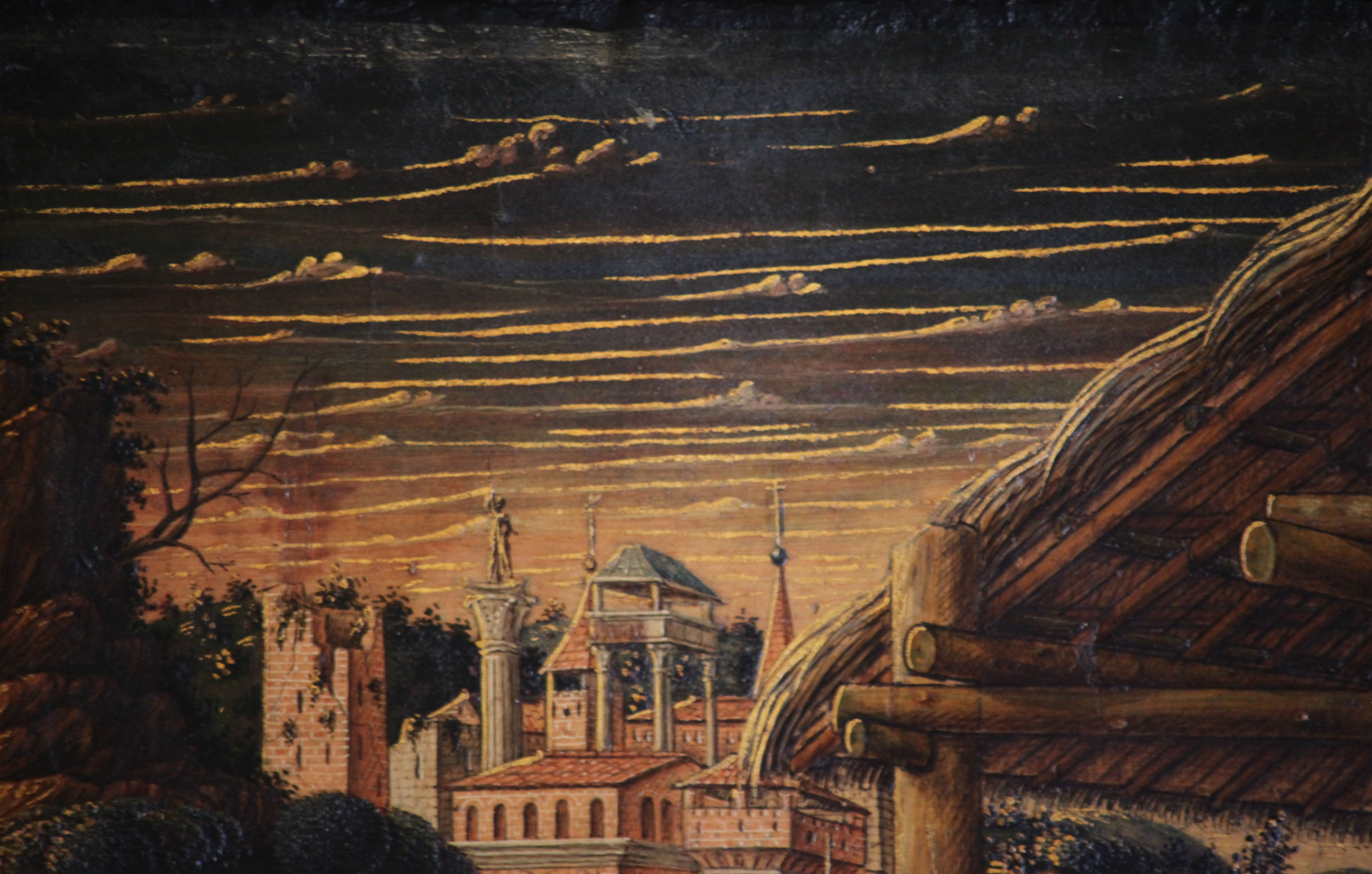
Striature dorate nel cielo

L'Adorazione dei pastori è un dipinto a tempera e oro su tavola (37x51 cm) di Carlo Crivelli, databile al 1490-1492 circa e conservato nel Musée des Beaux-Arts di Strasburgo.

## Storia
Di provenienza ignota, la piccola tavola è stata messa in relazione con la Natività nella predella della Pala Ottoni di Matelica. Fu acquistata a Firenze da Wilhelm von Bode per il museo di Strasburgo. L'attribuzione subì turbolente oscillazioni, culminate col parere di Loeser che considerò l'opera un falso (1896), mentre Drey parlò di un fantomatico "Maestro dell'Adorazione di Strasburgo". Oggi i dubbi sulla paternità sembrano invece sciolti in favore una piena autografia, con riferimento alla fase tarda dell'artista, come scrisse Zampetti che parlò di "un piccolo capolavoro".

## Descrizione e stile
La capanna della natività è posta in scorcio verso destra, proprio come in analoghi scomparti di predella, e mostra un riparo retto da grandi assi piantate nel terreno, con una minuta descrizione degli oggetti d'uso quotidiano che vi si trovano. Il Bambino si trova appoggiato su un lembo del manto della Madonna e scorciato in prospettiva, con un ricordo degli affreschi di Mantegna nella Cappella Ovetari. Attorno a lui ruotano tutti i personaggi in adorazione: la Madonna, Giuseppe, il bue e l'asinello, nonché l'angelo in piedi a destra che lo indica a un pastore. Dietro e nello sfondo si vedono altri pastori e passanti, attirati dal coro angelico comparso miracolosamente in cielo. Il muro in rovina, a sinistra, simboleggia il crollo del paganesimo.
La città murata sullo sfondo è Betlemme, ma potrebbe ispirarsi ad Ascoli Piceno, con memorie dell'antichità come la colonna con la statua dorata, uno dei più celebri monumenti di Costantinopoli; a destra invece il paesaggio si inerpica su una collina, attraversata da un sentiero tortuoso, tra cespugli e alberelli. La scena è pervasa da lumeggiature dorate, che contrastano con il senso di vivido realismo di alcuni dettagli e l'espressività delle fisionomie, soprattutto nei pastori increduli.